# NikkieTutorials
NikkieTutorials (* 2. März 1994 in Wageningen, Niederlande; bürgerlich Nikkie de Jager-Drossaers) ist eine niederländische Moderatorin und Webvideoproduzentin, insbesondere im Bereich von Kosmetik, die sie auf dem Videoportal YouTube veröffentlicht. Einer breiteren Masse an Menschen wurde sie durch ihr 2015 hochgeladenes Video The Power Of MakeUp bekannt, das viele Menschen dazu bewegte, im Internet ihr Gesicht ohne Schminke zu zeigen.

## Karriere
Nikkie lud 2008 im Alter von 14 Jahren ihr erstes Video auf YouTube hoch. Dies geschah, nachdem sie krank die Sendung The Hills gesehen hatte. Inspiriert wurde sie dort von Lauren Conrads Schminke. Danach suchte Nikkie auf YouTube nach Videos, in denen die Schminke von Conrad nachgestellt wurde. Daraufhin beschloss Nikkie, ein eigenes Video aufzunehmen, in dem sie zeigt, wie man sich wie Lauren Conrad schminkt. Nachdem sie zwei Jahre Videos hochgeladen hatte, nahm sie an einem Schminkkurs an der B Academie in Amsterdam teil. 2011 wurde sie zu einer professionellen Maskenbildnerin als Teil von Colourfool Agency.
Im Herbst 2013 wurde sie Hauptmaskenbildnerin in der RTL-5-Sendung I Can Make You a Supermodel mit Paul Fisher. Anfang 2014 verließ Nikkie die Colourfool Agency und wurde zur freien Arbeiterin für Haare und Kosmetik.
2017 wurde sie vom Forbes Magazine als eine der größten Kosmetik-Influencerinnen bezeichnet.
Im Januar 2019 wurde bekannt, dass NikkieTutorials für Marc Jacobs als Global Beauty Adviser in Erscheinung treten wird.
Im Februar 2020 wurde dann bekannt, dass Nikkie für den Eurovision Song Contest 2020 als Online-Moderatorin fungieren sollte. Da der Wettbewerb wegen der COVID-19-Pandemie abgesagt werden musste, trat sie in der Ersatzsendung Eurovision: Europe Shine a Light als Co-Moderatorin auf. Am 18. September 2020 gab die Europäische Rundfunkunion (EBU) bekannt, dass Nikkie gemeinsam mit Chantal Janzen, Jan Smit und Edsilia Rombley den Eurovision Song Contest 2021 moderiert. Im Mai 2022 moderierte sie die Verleihung der About You Awards in Mailand.

## Leben

### Coming-out
Am 13. Januar 2020 lud die Webvideoproduzentin ein Video auf YouTube mit dem Titel I’m Coming Out hoch. Dort gab NikkieTutorials bekannt, dass sie Transgender sei und die Geschlechtsangleichung bei ihr als Kind und Jugendliche durchgeführt worden sei. Das Video erschien, da sie von jemandem erpresst wurde, der öffentlich machen wollte, dass sie transgender sei.

### Raubüberfall
Am 8. August 2020 wurde bekannt, dass NikkieTutorials und ihr Verlobter Dylan in ihrem eigenen Haus mit einer Waffe bedroht wurden. In der Nacht gegen 4 Uhr brachen drei bewaffnete Personen in ihr Haus in Uden ein. NikkieTutorials sagte am selben Tag, dass es ihr und ihrem Verlobten den Umständen entsprechend gut gehe, aber beide noch geschockt seien. Die Polizei ermittelt weiterhin in dem Fall, denn die drei Einbrecher wurden noch nicht gefasst.

### Beziehungsstatus
Nikkie war mit ihrem Partner Dylan Drossaers verlobt. Die Verlobung fand im August 2019 im Urlaub in Italien statt. Im September 2022 heiratete das Paar. Offiziell trägt sie den Namen Nikkie de Jager-Drossaers.

## Auszeichnungen und Nominierungen

### Auszeichnungen
- 2017: Teen Choice Awards – Kategorie: „Choice Web Star: Fashion/Beauty“[13]
- 2017: Shorty Awards – Kategorie: „YouTube Guru“[14]
- 2017: American Influencer Awards – Kategorie: „International Makeup Influencer of the Year“[15][16]
- 2019: Streamy Awards – Kategorie: „Branded Content: Video“ (für NikkieTutorials x Snoop Dogg [by Marc Jacobs Beauty, Snoop Dogg, NikkieTutorials])[17]
- 2019: American Influencer Awards – Kategorie: „International Makeup Influencer of the Year“[18][19]
- 2020: CelebMix Awards – Kategorie: „Social Media Star“[20]
- 2020: American Influencer Awards – Kategorie: „International Makeup Influencer of the Year“[21]

### Nominierungen
- 2018: Teen Choice Awards – Kategorie: „Choice Fashion/Beauty Web Star“[22]
- 2018: People’s Choice Award – Kategorie: „The Beauty Influencer of 2018“[23]
- 2019: Teen Choice Awards – Kategorie: „Choice Fashion/Beauty Web Star“[24]
- 2019: People’s Choice Award – Kategorie: „The Beauty Influencer of 2019“[25]
- 2020: People’s Choice Award – Kategorie: „The Beauty Influencer of 2020“[26]